# Rugilus orbiculatus
Rugilus orbiculatus är en skalbaggsart som först beskrevs av Gustaf von Paykull 1789.  Rugilus orbiculatus ingår i släktet Rugilus, och familjen kortvingar. Arten är reproducerande i Sverige.